# Jülich-Klevischer Erbfolgestreit

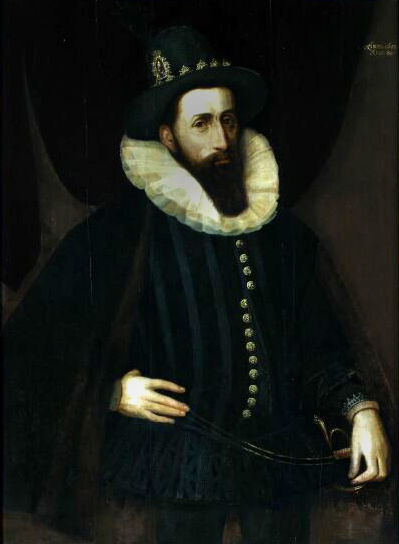
Herzog Johann Wilhelm von Jülich-Kleve-Berg, bereits von Krankheit gezeichnet, Gemälde von Johan Malthain, 1605

Territorien im Heiligen Römischen Reich um 1618:

Der Jülich-Klevische Erbfolgestreit brach 1609 nach dem Tod Johann Wilhelms – des letzten Herzogs von Jülich-Kleve-Berg – zwischen Johann Sigismund von Brandenburg und Philipp Ludwig von Pfalz-Neuburg aus. Beide beanspruchten die Erbfolge des ohne direkte Nachkommen verstorbenen Reichsfürsten für sich. Neben diesen Hauptkonkurrenten meldeten auch der Kurfürst von Sachsen und Herzog Johann II. von Pfalz-Zweibrücken Erbansprüche an. Am 12. November 1614 wurde der Streit durch Aufteilung der umstrittenen Territorien unter Pfalz-Neuburg und Brandenburg im Vertrag von Xanten bilateral und oberflächlich beigelegt. Die Auseinandersetzungen zogen sich jedoch noch lange hin. Erst in den Verträgen von Kleve vom 9. September 1666 und von Kölln vom 6. Mai 1672 regelten die Häuser Pfalz-Neuburg und Brandenburg-Preußen ihre akuten Streitigkeiten. Abgeschlossen wurde der Erbfolgestreit insgesamt erst in einem Vertrag, den Karl III. Philipp von der Pfalz, Friedrich II. von Preußen und August III. von Sachsen im Jahr 1741 unterzeichneten.
Der Konflikt, der im Vorfeld des Dreißigjährigen Kriegs schon fast einen großen europäischen Krieg ausgelöst hätte, spiegelt das durch konfessionelle und dynastische Konflikte aufgebaute Kriegspotenzial im Europa der Zeit der Gegenreformation wider. Der Streitgegenstand – die aus den Herzogtümern Jülich, Kleve, Berg, den Grafschaften Mark und Ravensberg sowie der Herrschaft Ravenstein bestehende Erbmasse – führte aufgrund territorialer Größe, strategischer Bedeutung und der Zugehörigkeit zu unterschiedlichen christlichen Glaubensrichtungen zu einem starken Interesse der europäischen Mächte.
Im Dortmunder Rezess von 1609 hatten Pfalz-Neuburg und Brandenburg zunächst eine Gemeinschaftsregierung vereinbart. Dies rief Kaiser Rudolf II., der die Regelung nicht anerkannte, auf den Plan. Er ließ den Erzherzog Leopold mit seinen Söldnern einmarschieren. Johann Sigismund und Wolfgang Wilhelm fanden Unterstützung bei Frankreich, England und den Niederlanden. Der drohende europäische Krieg wurde durch die Ermordung von Heinrich IV. von Frankreich vorerst abgewendet.

## Vorgeschichte

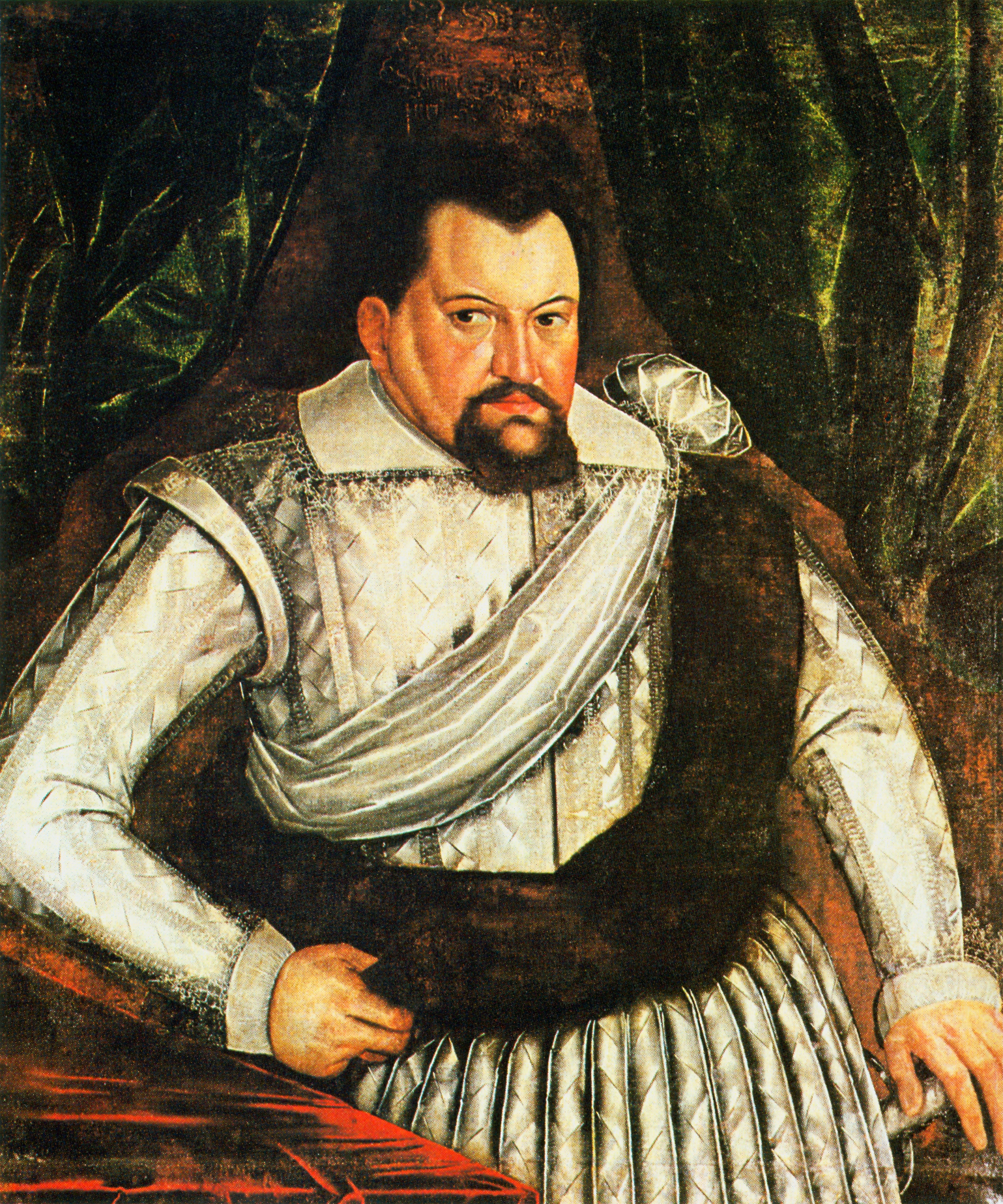
Kurfürst Johann Sigismund von Brandenburg, durch den Vertrag von Xanten der Erbfolger in Kleve, Mark, Ravensberg und Ravenstein, anonymes Gemälde, ca. 1610

Der Streit um die Erbfolge des jülich-kleve-bergischen Fürstenhauses beruhte auf zwei kaiserlichen Privilegien. Schon Kaiser Friedrich III. hatte dem Haus Sachsen die Nachfolge im Fall des Aussterbens der männlichen Linie des Fürstenhauses zugesichert. Aufgrund eines Privilegs von Kaiser Karl V. aus dem Jahr 1546 waren auch weibliche Nachkommen der Herzöge erbberechtigt. Dieses Privileg machte die Töchter der Herzöge zu begehrten Ehepartnerinnen. Herzog Wilhelm von Jülich-Kleve-Berg („der Reiche“) verheiratete zwischen 1573 und 1579 seine drei ältesten Töchter in die Fürstenhäuser von Brandenburg, Pfalz-Neuburg und Pfalz-Zweibrücken. Nach dem Tod des Sohnes Karl Friedrich verblieb nur sein gemütskranker Sohn Johann Wilhelm als Nachfolger. Das Ende der Dynastie und ein Konflikt um das Erbe waren somit abzusehen.
Trotz eines Erbvertrags zwischen den Schwestern kam es bald zu Unklarheiten über den Verbleib des Landes. Die mit Herzog Albrecht Friedrich von Preußen verheiratete Marie Eleonore hatte zwar als Älteste den Vorrang, allerdings war ihr Sohn Wilhelm Friedrich noch einjährig 1586 gestorben. Daher beanspruchte Herzog Philipp Ludwig von Pfalz-Neuburg, der die zweitälteste Tochter Anna geheiratet hatte, das Territorium für sich. Die Hohenzollern setzten 1577 Georg Friedrich von Ansbach als Vormund für Marie Eleonores ebenfalls psychisch kranken Mann ein. 1591 heiratete zudem der spätere Kurfürst und Markgraf von Brandenburg Johann Sigismund die älteste Tochter von Marie Eleonore und Albrecht Friedrich von Preußen, Anna von Preußen.
Zunächst wurde der Streit zwischen Brandenburg und Pfalz-Neuburg zurückgestellt, da beide versuchten, gemeinsam die Vormundschaft über Herzog Johann Wilhelm und somit Einfluss auf die Verwaltung seiner Länder zu erlangen. 1591 rief Herzogin Jakobe, die Gemahlin Johann Wilhelms von Jülich, Kleve und Berg, einen Landtag in der Residenz Düsseldorf ein, um die Administration der Länder neu zu regeln. Alle an der Erbfolgefrage beteiligten Fürsten außer Sachsen sowie Kaiser Rudolf II. schickten Gesandtschaften zu dieser Zusammenkunft. Die Versammlung zerfiel schnell in ein protestantisches und ein katholisches Lager, die jeweils für sich die Vorherrschaft im Land beanspruchten.
Am Ende der Verhandlungen stand eine Sicherung des Status quo: Die Herzogtümer Kleve sowie Jülich und Berg sollten durch getrennte Räte, die sich gegenseitig beraten mussten, regiert werden. 1606 erweiterte der Kaiser die Regentschaft der Räte auch auf die Zeit nach dem Tod des Herzogs Johann Wilhelms, in der sie sich an seinen Anordnungen orientieren sollten.

## Erbfolgestreit

### Erbfall

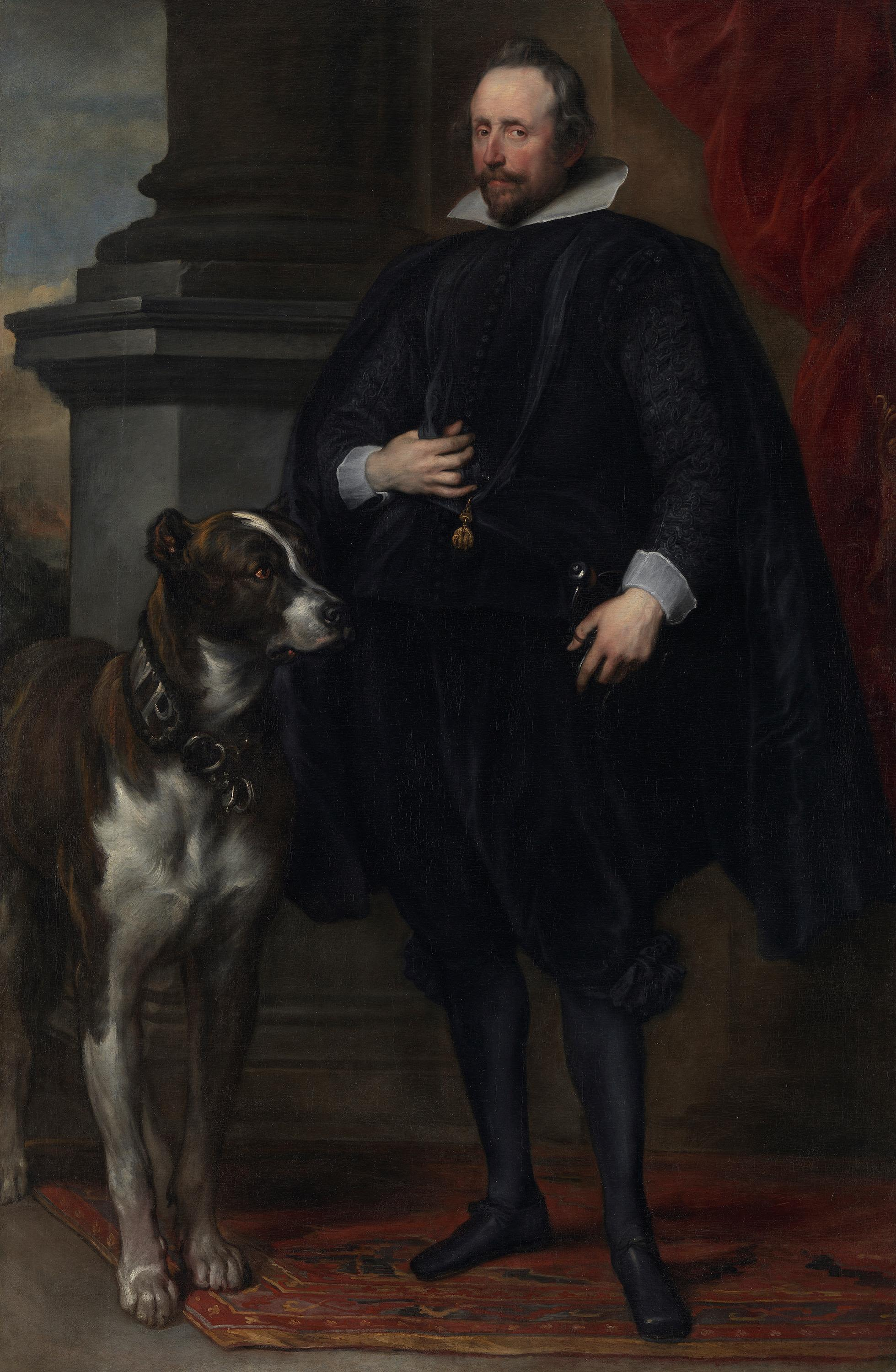
Pfalzgraf Wolfgang Wilhelm von Pfalz-Neuburg, durch den Vertrag von Xanten der Erbfolger in Jülich und Berg, Gemälde von Anthonis van Dyck, um 1628, Bayerische Staatsgemäldesammlungen

Der Kaiser reagierte als erster, als Johann Wilhelm am 25. März 1609 starb, indem er seine Anweisung erneuerte und auch die Witwe, die Herzogin Antonie, die der gemütskranke Herzog von Jülich-Kleve-Berg 1599 nach dem Tode seiner ersten Frau geheiratet hatte, an der Regentschaft beteiligte. Die erbberechtigten Fürsten sollten bis zum Herbst des Jahres vor dem Kaiser erscheinen, um ihre Ansprüche darzulegen. Trotz dieser Aufforderung begannen sowohl Brandenburg als auch Pfalz-Neuburg, durch Bevollmächtigte einzelne Orte im Fürstentum unter ihre Kontrolle zu bringen. Die Brandenburger waren dabei insbesondere in Kleve, Mark und Ravensberg aktiv, während die Neuburger Bevollmächtigten in Jülich und Berg ihren Einfluss entfalteten. Die Landstände beschlossen in getrennten Verhandlungen, sich vorerst keinem der beiden Konkurrenten anzuschließen.
Im Mai 1609 traf ein kaiserlicher Kommissar ein, der die Stände und Räte dazu anhielt, eine gemeinsame Regierung unter der Aufsicht Rudolfs II. zu bilden. Gegen diese Einmischung beschlossen Brandenburg und Pfalz-Neuburg im Juli im Dortmunder Rezess, Jülich-Kleve bis zu einer endgültigen Einigung als gemeinsamen Besitz zu betrachten. Die Regierung sollte von den Possedierenden, den Abgesandten beider Seiten, also Erbprinz Wolfgang Wilhelm von Pfalz-Neuburg, dem Sohn des Pfalzgrafen Philipp Ludwig, und Markgraf Ernst, dem Bruder Johann Sigismunds, ausgeübt werden. Eine endgültige Regelung der Eigentumsverhältnisse sollte entweder gütlich oder durch eine Schiedskommission erfolgen. Die Possedierenden wurden in Kleve und Mark schnell als neue Herrscher angenommen; in Jülich und Berg stießen sie jedoch auf Widerstand. Die neuen Herrscher erhielten Unterstützung durch Pfalz-Zweibrücken, das den Dortmunder Vertrag anerkannte, und durch die Protestantische Union, Moritz von Hessen und Heinrich IV. von Frankreich, die Gesandte nach Düsseldorf schickten. Einer kaiserlichen Weisung, alle von ihnen getroffenen Regelungen rückgängig zu machen, widersetzten sich die Possedierenden. Sie zweifelten die kaiserliche Entscheidungsgewalt über die Erbfolge an. Sachsen nutzte die Gelegenheit, um seine Ansprüche beim Kaiser erneut geltend zu machen.
Aber auch innerhalb des Landes regte sich Widerstand gegen die Possedierenden. Der Kommandant der Festung Jülich, Oberst Johann von Reuschenberg zu Overbach, erkannte Ernst und Wolfgang Wilhelm nicht an und setzte in seiner Festung eine kaiserliche Regierung ein. Rudolf entsandte daraufhin Erzherzog Leopold von Habsburg als Bevollmächtigten an die Spitze dieses Gremiums. Da er jedoch nur mit wenig Geld ausgestattet war und die Festung nur eine Garnison von etwa 700 bis 900 Mann beherbergte, hatte er kaum reale Macht. Dennoch bekam der Konflikt durch die Entscheidung Reuschenbergs sowie durch die zunehmende Einmischung der europäischen Mächte eine immer stärkere militärische Komponente. Die Bereitschaft aller Beteiligten, eine Entscheidung durch einen Waffengang herbeizuführen, wuchs.
Den Possedierenden gelang es zwar im Verlauf des Sommers 1609, in allen Provinzen des Landes anerkannt zu werden, doch tat sich ein immer tieferer Graben zwischen Ernst und Wolfgang Wilhelm auf. Der Neuburger versuchte, seine Schwäche aufgrund der geringeren Macht seines Fürstentums im Vergleich zu Brandenburg dadurch zu kompensieren, dass er sich dem Kaiser und den Lutheranern annäherte. Die nicht direkt an der Erbfolgeauseinandersetzung beteiligten Reichsfürsten hielten sich zunächst zurück, um die Reaktion Heinrichs IV. abzuwarten. Dieser befürchtete ein Eingreifen der Spanier aus den Niederlanden und zog Truppen an der französisch-niederländischen Grenze zusammen.

### Belagerung Jülichs

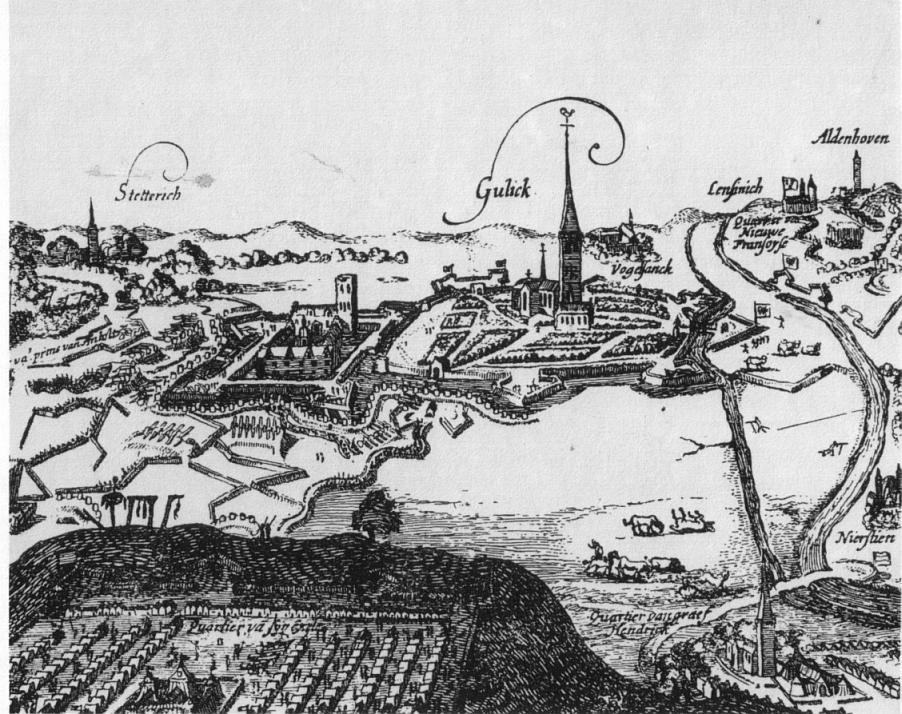
Belagerung der Stadt Jülich, 1610

Zum Ende des Sommers 1609 konnten die Possedierenden ihre Militärmacht durch finanzielle Unterstützung aus ihren Stammländern und ein Darlehen der Protestantischen Union auf 6000 Mann vergrößern. An die Spitze der Truppen wurde Christian von Anhalt gestellt. Sowohl bei der Union als auch bei Heinrich IV. konnte er weitere Zusagen für eine Unterstützung der Possedierenden gewinnen. Im Gegenzug forderte der französische König aber Verhandlungen über einen Krieg gegen die Spanischen Niederlande.
Auf dem Unionstag im Februar 1610 konnten sich die Städte nicht mit ihrer Forderung nach einer Verhandlungslösung durchsetzen. Die Union beschloss, die Possedierenden mit einem Verband von über 10.000 Soldaten zu unterstützen. Heinrich sagte zu, noch einmal die gleiche Anzahl auf eigene Rechnung zur Verfügung zu stellen. Ein Vertrag verpflichtete die Fürsten der Union und Heinrich IV. zu gegenseitiger Militärhilfe im Fall eines Angriffs durch Spanien oder den Kaiser. Da zudem noch Jakob von England und die Generalstaaten unter Führung von Moritz von Oranien Truppen entsandten, lagen im Sommer 1610 über 30.000 Mann vor Jülich. Zudem wurden von Frankreich unter dem Kommando von Claude de La Châtre große Verbände nach Norden verlegt. Heinrich und die Possedierenden kamen darin überein, nach der Eroberung Jülichs über die Maas in spanische Gebiete einzufallen.

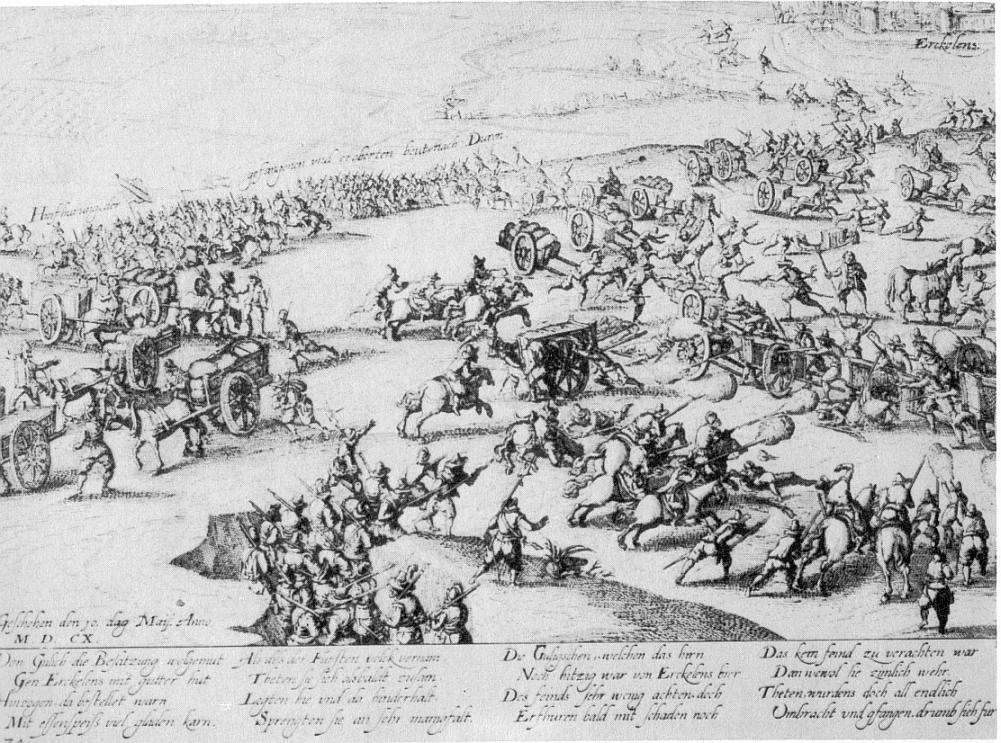
Belagerung der Stadt Erkelenz, 10. Mai 1610

Gegen diesen Heerhaufen war Leopold trotz seines taktischen Vorteils als Verteidiger einer Festung unterlegen. Auch der Reichsbann, den der Kaiser gegen die Soldaten der Possedierenden und die sie unterstützenden Bewohner Jülich-Kleves androhte, zeigte kaum Wirkung. Allerdings begann auch eine Mobilisierung der katholischen Kräfte. Leopold verließ Jülich zur Truppenwerbung im Salzburger Land. Erzherzog Albrecht stand in Luxemburg mit fast 20.000 Soldaten bereit. Das Herzogtum Mailand, das zweite Ziel einer französischen Offensive gegen Spanien, bereitete sich auf eine Belagerung vor. In Spanien wurde die Miliz mobilisiert. Die Katholische Liga formierte sich, indem die geistlichen Kurfürsten ihr beitraten und ein Defensivbündnis mit Spanien geschlossen wurde.
In dieser angespannten Lage wurde am 14. Mai 1610 Heinrich IV. ermordet. Seine Frau Maria de’ Medici, die die Regentschaft übernahm, versuchte, den Konflikt mit Spanien zu entschärfen und beorderte einen Teil der Streitmacht an die französische Nordgrenze zurück; das Bündnis mit der Union wurde aber aufrechterhalten. Um dem endgültigen Entzug der französischen Unterstützung zuvorzukommen, begann am 1. August 1610 die Belagerung Jülichs. Einen Monat später musste Reuschenberg die Stadt übergeben. Da es nicht zu dem geplanten Überfall auf die Spanischen Niederlande kam, war der Konflikt damit beendet.

### Erneute Spannungen und vorläufige Lösung

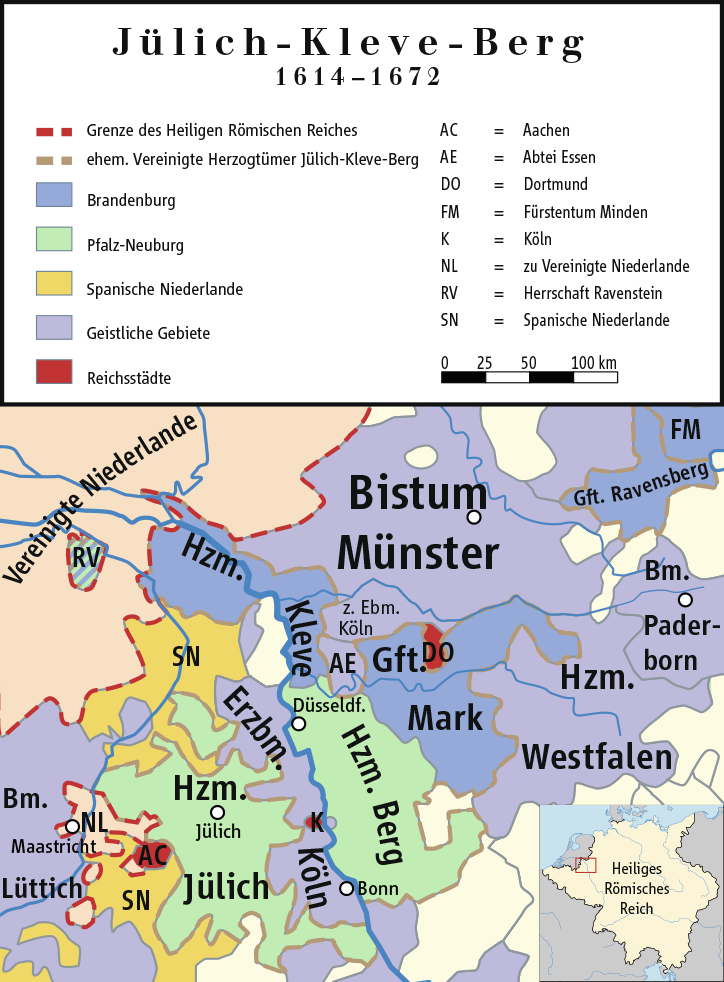
Die Vereinigten Herzogtümer und ihre vorläufige Erbteilung: Umstritten blieb das gesamte Gebiet bis zur Einigung der Possedierenden 1666. Formal ging die schraffierte Herrschaft Ravenstein (RV) an die brandenburgische Partei. Die Herrschaft war jedoch weiter niederländisch besetzt. Erst 1672 verzichtete Brandenburg auf Ravenstein zu Gunsten von Pfalz-Neuburg.

Im Verlauf der folgenden zwei Jahre zogen sich die Truppen bis auf wenige hundert Mann aus Brandenburg, Neuburg und den Generalstaaten aus dem Gebiet zurück. Während sich die militärische Lage in Jülich-Kleve beruhigte, kam es zu verstärkten konfessionellen Auseinandersetzungen zwischen den Calvinisten und Lutheranern im Land. Eine Annäherung Johann Sigismunds an den Calvinismus führte zu Spannungen zwischen den Possedierenden. Zudem zeigten sich die Jülicher Räte unkooperativ gegenüber Wolfgang Wilhelm und Ernst.
Nach dem Fehlschlag eines Vermittlungsversuchs auf dem Kölner Fürstentag nahm der Kaiser den Achtsprozess gegen die Possedierenden und die Unterstützung sächsischer Interessen wieder auf. Der Vertrag von Jüterbog von 1611, mit dem eine Entscheidung für die Erbnachfolge gefunden werden sollte, trat nie in Kraft. Sowohl Liga, Union als auch Frankreich zeigten kaum noch Interesse, in Jülich-Kleve einzugreifen und einen neuen Waffengang zu riskieren. Die folgenden Jahre waren von wechselnden Allianzen und Annäherungsversuchen zwischen Brandenburg, Neuburg, Sachsen und dem Kaiser bestimmt. Bei einer Verhandlung im Düsseldorfer Residenzschloss erteilte der brandenburgische Kurfürst dem Erbprinzen von Pfalz-Neuburg eine Ohrfeige. Am Ende dieser Verhandlungen stand 1613 die unwiderrufliche Spaltung zwischen Brandenburg und Neuburg, als Johann Sigismund endgültig zum Calvinismus übertrat und Wolfgang Wilhelm (zunächst geheim) katholisch wurde.
Da alles auf eine neue militärische Auseinandersetzung, diesmal zwischen Brandenburg und Neuburg, hinzusteuern schien, suchten beide Seiten nach neuen Verbündeten. Wolfgang Wilhelm erhielt dabei die Zusage von Spanien, im Falle eines Brandenburger Angriffs militärische Unterstützung zu gewähren. Brandenburg konnte Hilfe aus den Generalstaaten erlangen. Im Frühjahr 1614 erschienen Truppen aus den Staaten vor Düsseldorf, um Kurprinz Georg Wilhelm, den Nachfolger Ernsts, gegen einen angeblichen neuburgischen Handstreich zu schützen. Da die Bevölkerung die Stadt verbarrikadierte, kam es jedoch zu keinen Auseinandersetzungen. In der Folge trennten die Possedierenden ihre Residenzen: Der Pfalzgraf blieb in Düsseldorf. Georg Wilhelm ließ sich in Kleve nieder und konnte seine Kontrolle auf Jülich ausweiten, nachdem die dortige Garnison der Generalstaaten verstärkt worden war und er die neuburgischen Soldaten vertrieben hatte.
Währenddessen baute Wolfgang Wilhelm Düsseldorf zur Festung aus und rief Spanien um Hilfe an. Ende August 1614 setzte sich General Ambrosio Spinola mit etwa 20.000 Mann in Bewegung. Die Armee der Generalstaaten unter Prinz Moritz brach kurze Zeit später auf. Bei Rees trafen die beiden Heerhaufen aufeinander. Da man jedoch vor einer Wiederaufnahme des spanisch-niederländischen Krieges zurückschreckte, wurden Friedensverhandlungen aufgenommen, die am 12. November 1614 zum Vertrag von Xanten führten. Darin wurde die Verwaltung des Landes territorial getrennt. Brandenburg sollte von Kleve aus Kleve-Mark, Ravenstein und Ravensberg verwalten. Die Neuburger Regierung sollte in Düsseldorf sitzen und die Kontrolle über Jülich-Berg ausüben. Zudem sollten sich sämtliche fremde Truppen aus dem Land zurückziehen.
Diese Forderung wurde jedoch nie erfüllt. Vielmehr blieben starke spanische und niederländische Garnisonen bestehen. Außerdem wurde mit der Verwaltungsteilung der Grundstein zur endgültigen territorialen Teilung zwischen Brandenburg und Neuburg gelegt.

## Weitere Kämpfe und Vertrag von Kleve
Durch den bald folgenden Dreißigjährigen Krieg geriet die Region – mit Ausnahme der Belagerung von Jülich 1621/22, bei der die Generalstaaten und Spanien hier erneut aufeinandertrafen – zunächst aus dem politischen Interesse. Mit Bevölkerungsverlusten von etwa zehn Prozent gehörte der Niederrhein zu den weniger verheerten Gebieten. Die klevischen Städte genossen den Schutz starker Garnisonen der Generalstaaten. Der Rest des Territoriums wurde hingegen wiederholt von kaiserlichen, spanischen, schwedischen und hessischen Truppen heimgesucht und mit hohen Kontributionen und Stationierungen belastet. Zum Ende des Krieges waren das linksrheinische Düren und das märkische Lippstadt mit hessischen Garnisonen besetzt, während kaiserliche Truppen in Siegburg und Beyenburg in Berg lagen (→ Hessenkrieg, Schlacht auf der Kempener Heide, Schlacht bei Wevelinghoven). Bis auf die Niederländer in Kleve und die Spanier in der Festung Jülich zogen diese Truppen bis 1650 im Rahmen der auf dem Nürnberger Exekutionstag vereinbarten Demobilisierung ab. 
Der neue brandenburgische Kurfürst Friedrich Wilhelm zeigte ab der Endphase des Dreißigjährigen Krieges wieder eine stärkere Aufmerksamkeit für seine westlichsten Landesteile, zumal kurz nach seinem Herrschaftsantritt die Kampfhandlungen im Reichsgebiet abflauten. Die eigentliche Inbesitznahme gelang allerdings nur langsam, da die Landstände dies zu verhindern suchten. Sie setzten vor allem auf die in der Klever Union von 1496 verankerte Einheit des alten Herzogtums Jülich-Kleve sowie die ihnen dort garantierten Rechte.
Im Düsseldorfer Kuhkrieg fielen brandenburgische Truppen Mitte 1651 erneut in Berg ein. Zusätzlich zu den umfangreichen Protesten der katholischen und nicht weniger protestantischer Fürsten des Reiches arbeiteten auch die kleve-märkischen Stände gegen ihren Landesherren. Sie baten den Kurfürsten um Beilegung des Konflikts und beriefen zudem die Generalstaaten als Vermittler. Da auch Friedrich Wilhelm sich nach Den Haag um Hilfe wandte, beschlossen die Generalstaaten, neutral zu bleiben. Da auch der Kaiser sich für die Beendigung des Konflikts einsetzte, traf man sich am 19. August 1651 bei Angerort, zu diesem Zeitpunkt jedoch noch erfolglos. Im Oktober 1651 jedoch wurde ein Vergleich zwischen Brandenburg und Pfalz-Neuburg unterzeichnet.
Auf dem Reichstag von 1653/54 in Regensburg wurde über eine endgültige Regelung des Erbfolgestreits verhandelt. Die Verhandlungen blieben aber ohne greifbares Ergebnis, führten lediglich zu einer Aufforderung an den brandenburgischen Kurfürsten zum Rückzug seiner Truppen und zu einer gütlichen Einigung mit Neuburg.
Die Beilegung der Konflikte zwischen Brandenburg und Pfalz-Neuburg wurde in den folgenden Jahren mehrfach in Angriff genommen und insbesondere von äußeren Machthabern unterstützt.
Kaiser Leopold I. war bemüht, Konflikte zwischen seinen potentiellen Verbündeten im Reich einzudämmen, um sich gegen Frankreich abzusichern. Auch die Stände der benachbarten Fürstentümer wollten durch Vermittlungen die Stabilität in der Region verbessern. Diese Vermittlungsinteressen führten schließlich zu Verhandlungen zwischen Brandenburg und Pfalz-Neuburg in Dorsten. Diese Beratungen führten aber zu keinen Ergebnissen, da man sich nicht auf eine Lösung der Konfessionsfrage einigen konnte.
Ende 1665 wurden die Verhandlungen wieder aufgenommen. Im Allgemeinen sollte der status quo rechtlich abgesichert werden. Als neues Element erlangte die polnische Thronfolge Bedeutung. Gegen das Zugeständnis brandenburgischer Unterstützung für Wolfgang Wilhelms Sohn und Nachfolger Philipp Wilhelms bei seiner Anwartschaft auf Polens Thron war Pfalz-Neuburg bereit, die Herrschaft Ravenstein bei Erfolg an Brandenburg abzutreten. Im Direktorium des Niederrheinisch-Westfälischen Reichskreises sollten beide Landesherren gleichberechtigt vertreten sein. Bei der Konfessionsfrage ging man den mühsamen Weg, für jede Gemeinde das ausgeübte Bekenntnis einzeln festzulegen.
1666 wurde der Vertrag von Kleve ratifiziert, der den Konflikt zwischen Pfalz-Neuburg und Brandenburg bedeutend reduzierte. An den Kurfürsten Friedrich Wilhelm fielen mit diesem Vergleich das Herzogtum Kleve und die Grafschaften Mark und Ravensberg; an den Pfalzgrafen Philipp Wilhelm die Herzogtümer Jülich und Berg sowie die kleinen flandrischen Herrschaften Wijnendale westlich von Gent und Breskesand auf der äußersten südwestlichen Scheldeinsel. Der Besitz der Herrschaft Ravenstein, auf die beide Seiten weiterhin Ansprüche erhoben, sollte später einvernehmlich festgestellt werden.
Die Stände nahmen den Vertrag an, obwohl damit die Teilung des Landes endgültig festgeschrieben wurde. 1671 gab Brandenburg seinen Anspruch auf die Herrschaft Ravenstein zugunsten Pfalz-Neuburgs auf, behielt sich aber das Recht der Nachfolge, nach Erlöschen der männlichen Neuburger Linie, vor.
Erst 1741, als das Haus Pfalz-Neuburg vor dem Aussterben im Mannesstamm stand und die Erbfolge somit wieder akut wurde, erfolgte vertraglich zwischen Brandenburg-Preußen und der Kurpfalz unter Einschluss von Kursachsen eine endgültige Beilegung des Erbfolgestreits.

## Fazit
Brandenburg, Brandenburg-Preußen und schließlich das Königreich Preußen nahmen mit dem im Jülich-Klevischen Erbfolgestreit hinzugewonnenen rheinisch-westfälischen Streubesitz eine westlich orientierte Entwicklungsrichtung auf, in deren Verlauf beachtliche Modernisierungs- und Veränderungsdynamiken ausgelöst wurden. Deren Folgen betrafen Brandenburg und Preußen nicht nur selbst, sondern wirkten auch maßgeblich in die Geschichte Deutschlands und Europas hinein. Der Streubesitz zwang zu einer aktiven Außenpolitik, zu permanenter Modernisierung von Staat, Militär und Teilbereichen der Wirtschaft sowie zu einer Öffnung in kultureller und geistiger Hinsicht.
Düsseldorf im Herzogtum Berg wurde dagegen zur bevorzugten Residenz der Pfalz-Neuburger Herrscher, selbst nachdem diese 1685 auch die Kurpfalz geerbt hatten. Unter Herzog Johann Wilhelm erlebten Jülich und Berg ab 1679 eine große Blüte, erst unter seinem Nachfolger verlagerte sich ab 1717 der Schwerpunkt der Pfälzer Wittelsbacher nach Mannheim.